# Марґітта Дрезе-Пуфе
Марґітта Дрезе-Пуфе  (нім. Margitta Droese-Pufe, при народженні Людвіґ, 10 вересня 1952) — німецька легкоатлетка, олімпійська медалістка.

## Виступи на Олімпіадах
| Олімпіада     | Дисципліна     | Місце |
| ------------- | -------------- | ----- |
| Монреаль 1976 | штовхання ядра | 6     |
| Москва 1980   | штовхання ядра | 3     |
| Москва 1980   | метання диска  | 5     |